# Nassima Bouaifer

Nassima Bouaifer, de son vrai nom Nassima Samia Bouaifer, née le 23 octobre 1969 à Alger, est une artiste sculptrice algérienne qui vit à Montréal. 

## Biographie

### Étude
Diplômée de l'École supérieure des beaux-arts d'Alger, après des études entre 1990 et 1995, en sculpture. Ensuite, elle étudie également au HEC Montréal, une formation en création d’entreprise en 2006 .

### Parcours artistique
Elle a dirigé la galerie d'art Golden Tulipe à Tunis. À Montréal , elle a animé des ateliers et elle est coordonnatrice du Centre artistique Power House et figure au conseil artistique de Montréal. 

#### Sculpture
Elle a réalisé des sculptures à Bejaïa en 1997 et également à Tazmalt en 1998 et 1997.

### Exposition individuelle
En Algérie, elle a exposé en 2000 et en 2002.
Elle a réalisé deux expositions en Tunisie, à Tunis en 2002, à Djerba en 2004.
À Montréal, Nassima Bouaifer a présenté son exposition à la Maison du développement durable, sous le thème Le couloir des exilés durant le mois de mai 2015 , ce thème raconte le parcours des immigrants, dont cinquante-trois visages, sculptés en terre cuite, l'exposition exprime  l'histoire et l'avenir,  les origines et l'identité, les rêves, les espoirs des exilés, les origines et l'identité, le déracinement et le souvenir. Ces visages étaient pris dans un filet de toile d'araignée.

### Exposition collectives
- Alger en 1999[1].
- Tunis en 2001[1],
- Montréal en 2002, en 2005 , en 2009[1], en octobre 2014 au Salon des sculpteurs au Palais des congrès de Montréal dont le titre est Aux noms des cieux et de la mondialisation, l'exposition a été organisée par la Fonderie d’Art d’Inverness[5].

### Collection
Le Musée national du Moudjahid à Alger  et près du Mémorial du martyr (Alger), possède ses œuvres.

### Prix
En 1999, Nassima Bouaifer a reçu le premier prix du sculpteur à Alger. 